# Afriški nesit
Afriški nesit (znanstveno ime Mycteria ibis) je velika afriška vrsta štorkelj iz družine Ciconiidae. Razširjena je v regijah južno od Sahare in se pojavlja tudi na Madagaskarju.

## Taksonomija in evolucija
Afriški nesit je tesno povezan s 3 drugimi vrstami iz rodu Mycteria (nesiti): gozdnim nesitom (Mycteria americana) iz Južne Amerike, mlečnim nesitom (Mycteria cinerea) in poslikanim nesitom (Mycteria leucocephala). Uvrščen je v eno klado s temi 3 drugimi vrstami, ker vse kažejo izjemne homologije v obnašanju in morfologiji. M.P. Kahl je vsem članom rodu Mycteria pripisal enako splošno etologijo, z nekaj različicami, značilnimi za vrsto. Te štiri vrste se skupaj imenujejo gozdni nesiti, ki jih ne smemo zamenjevati z enim alternativnim splošnim imenom (gozdna štorklja) za afriškega nesita.
Preden je bilo ugotovljeno, da je afriški nesit tesno povezan z gozdnim nesitom, je bil prvi uvrščena v rod Ibis, skupaj z mlečnim in poslikanim nesitom. Vendar pa je afriški nesit že dolgo priznan kot prava štorklja in ga skupaj z drugimi 3 sorodnimi vrstami štorkelj ne bi smeli strogo imenovati ibis.

## Opis
To je srednje velika štorklja, visoka 90–105 cm. Telo je belo s kratkim črnim repom, ki je lesketajoč zeleno in vijolično, ko je sveže operjen. Kljun je temno rumen, na koncu rahlo pobočen in ima bolj okrogel prerez kot pri drugih vrstah štorkelj zunaj Mycteria. Perje sega na glavo in vrat tik za očmi, obraz in čelo pa prekriva temno rdeča koža. Oba spola sta si na videz podobna, samec pa je večji in ima nekoliko daljši težji kljun. Samci in samice tehtajo približno 2,3 kg oziroma 1,9 kg.
Obarvanost postane bolj živa v gnezditveni sezoni. V gnezditvenem obdobju je perje na zgornjih krilih in hrbtu rožnato obarvano; navadno rjave noge postanejo svetlo rožnate; kljun postane bolj rumen in obraz postane temneje rdeč.
Mladiči so sivkasto rjavi z dolgočasnim, delno golim, oranžnim obrazom in motnim rumenkastim kljunom. Noge in stopala so rjave, perje po celem telesu pa črnorjavo. Ob operjenju se začne razvijati lososovo roza obarvanost podkrilja in po približno enem letu je perje sivkasto belo. Tudi letalno perje na repu in krilih postane črno. Kasneje se začne pojavljati roza obarvanost, značilna za perje odraslih.
Te štorklje hodijo z visoko stoppajočim zalezovanjem po plitvi vodi, njihova približna hitrost hoje je bila zabeležena kot 70 korakov na minuto. Letijo z izmeničnimi loputami in drsenjem, pri čemer je hitrost njihovih zavihkov v povprečju 177–205 utripov na minuto. Običajno plahutajo le za kratka potovanja in pogosto letijo v lebdečih in drsečih gibih več kilometrov pri gibanju med gnezditvenimi kolonijami ali zatočišči in prehranjevalnimi mesti. Z lebdenjem na termiki in zavojnim drsenjem lahko premagajo velike razdalje, ne da bi zapravljali veliko energije. Opazili so, da se ta štorklja pri spuščanju z visokih nadmorskih višin globoko potaplja z velikimi hitrostmi in se obrača z ene strani na drugo, s čimer kaže impresivno akrobatiko. Zdi se, da celo uživa v teh zračnih kaskadah.
Ta vrsta je na splošno neglasna, vendar med družabnimi predstavami v gnezditveni sezoni izgovarja sikajoče falsetne krike. Te štorklje prav tako klepetajo s kljuni in slišno udarjajo s krilci v gnezditvenih kolonijah.

## Razširjenost in habitat
Afriški nesit se pojavlja predvsem v vzhodni Afriki, vendar je široko razširjen na območjih, ki segajo od Senegala in Somalije do Južne Afrike ter v nekaterih regijah zahodnega Madagaskarja. Med opazovanjem ptičje kolonije mešanih vrst na reki Tana v Keniji je bilo ugotovljeno, da je tam to najpogostejša vrsta, saj so naenkrat prešteli 2000 posameznikov.
Na splošno se ne seli daleč, vsaj ne izven svojega območja razmnoževanja; običajno opravlja kratke selitvene premike, na katere vplivajo padavine. Lokalno se giblje v Keniji, ugotovljeno pa je bilo tudi, da se v deževnem obdobju seli iz severnega v južni Sudan. Lahko se tudi redno seli v Južno Afriko in iz nje. Vendar pa je dejansko malo znanega o splošnih selitvenih premikih te ptice. Zaradi očitnih opaženih variacij v selitvenih vzorcih po vsej Afriki je bil afriški nesit imenovan fakultativni nomad. Lahko se seli samo zato, da se izogne območjem, kjer so razmere vode ali padavin previsoke ali prenizke za prehranjevanje s plenom. Nekatere populacije se selijo na znatne razdalje med krmiščem ali gnezdišči; običajno z uporabo termike za dviganje in drsenje. Ugotovljeno je bilo, da so druge lokalne populacije stalne in ostanejo v svojih habitatih vse leto.
Njegovi prednostni habitati so mokrišča, plitva jezera in blatna polja, običajno globoka 10–40 cm, in se običajno izogiba močno gozdnatim regijam v osrednji Afriki. Prav tako se izogiba poplavljenim regijam in globokim ekspanzivnim vodnim telesom, ker tamkajšnji pogoji hranjenja niso primerni za njihove tipične tehnike hranjenja z otipavanjem in mešanjem.
Ta vrsta gnezdi predvsem v Keniji in Tanzaniji. Čeprav je znano, da gnezdi tudi v Ugandi, gnezdišča tam niso bila zabeležena. Ugotovljeno je bilo, da gnezdi tudi v Malakolu v Sudanu in pogosto znotraj obzidanih mest v zahodni Afriki od Gambije do severne Nigerije. Še druga mesta za razmnoževanje so Zululand v Južni Afriki in severna Bocvana, vendar so redkejša pod severno Bocvano in Zimbabvejem, kjer so mesta dobro zalivana. Čeprav ni neposrednih dokazov o trenutni gnezditvi na Madagaskarju, so oktobra v bližini jezera Kinkony opazili mlade ptice, ki ne morejo leteti.

## Vedenje in ekologija

### Hranjenje
Njihova prehrana obsega predvsem majhne sladkovodne ribe dolžine približno 60-100 mm in težke največ 150 g, ki jih pogoltnejo cele. Prehranjujejo se tudi z raki, črvi, vodnimi žuželkami, žabami in občasno z majhnimi sesalci in ptiči.
Zdi se, da se ta vrsta zanaša predvsem na dotik za odkrivanje in zajem plena, ne pa na vid. Potrpežljivo se prehranjujejo tako, da hodijo po vodi z delno odprtimi kljuni  sondirajo vodo. Stiku kljuna s plenom sledi hiter refleks kljuna, pri katerem ptica zapre čeljusti, dvigne glavo in pogoltne cel plen. Hitrost tega refleksa pri tesno sorodnem ameriškem gozdnem nesitu (Mycteria americana) je bila zabeležena kot 25 milisekund; ustrezni refleks pri afriškem nesitu ni bil kvantitativno izmerjen, se zdi, da je mehanizem vsaj kvalitativno enak.
Poleg refleksa kljuna afriški nesit uporablja tudi sistematično tehniko mešanja nog, da izzove plen, ki se izogiba. Prebada in mehča dno vode in izriva plen iz spodnje vegetacije v ptičji kljun. Ptica to naredi večkrat z eno nogo, preden jo pripelje naprej in ponovi z drugo nogo. Čeprav so običajno aktivni plenilci, so opazili tudi, da lovijo ribe, ki jih odvržejo kormorani.
Opazili so, da afriški nesit sledi premikajočim se krokodilom ali povodnim konjem po vodi in se hrani za njimi, pri čemer se zdi, da izkorišča organizme, ki jih je zagnal njihov premik. Hranjenje traja le kratek čas, preden ptica pridobi svoje potrebe in spet počiva.
Starši hranijo svoje mladiče tako, da vržejo ribo na tla gnezda, nato pa jo poberejo in zaužijejo gnezdeči. Mladiči se požrešno prehranjujejo in posamezen mladič v prvih desetih dneh svojega življenja poveča telesno težo s 50 gramov na 600 gramov. Zato si je ta vrsta prislužila nemško pogovorno domače ime »Nimmersatt«, kar pomeni »nikoli sit«.

### Vzreja
Razmnoževanje je sezonsko in se zdi, da ga spodbudijo vrhunec dolgih močnih padavin in posledično poplavljanje plitvih močvirij, običajno blizu Viktorijinega jezera. Ta poplava je povezana s povečanjem razpoložljivosti rib, zato je reprodukcija sinhronizirana s tem vrhuncem razpoložljivosti hrane.
Afriški nesit lahko začne gnezditi in se razmnoževati tudi ob koncu dolgega deževja. To se zgodi zlasti na ravnih ekstenzivnih močvirjih, saj se gladina vode postopoma zmanjšuje in dovolj koncentrira ribe, da se štorklje lahko prehranjujejo. Vendar pa so poročali tudi, da nesezonske padavine povzročajo razmnoževanje izven sezone v severni Bocvani ter zahodni in vzhodni Keniji. Padavine lahko povzročijo lokalne poplave in s tem idealne pogoje za hranjenje. Zdi se, da se ta štorklja razmnožuje preprosto, ko so padavine in lokalne poplave optimalne, zato se zdi, da je prilagodljiva v svojem časovnem vzorcu razmnoževanja, ki se razlikuje glede na vzorec padavin po vsej afriški celini.
Kot pri vseh vrstah štorkelj tudi samci afriškega nesita izberejo in zasedejo potencialna gnezdišča na drevesih, nakar se samice poskušajo približati samcem. Afriški nesit ima obsežen repertoar dvorjenja v bližini in ob gnezdu, ki lahko vodi do tvorbe parov in parjenja. Na splošno se domneva, da so ta vedenja dvorjenja skupna vsem vrstam Mycteria in kažejo izjemno homologijo znotraj rodu. Potem ko se samec najprej ustali na mestu gnezdenja in se samica začne približevati, pokaže vedenje, ki ga oglašuje. Eden od teh je prikaz postavljanja, pri katerem se samec pretvarja, da sleče vsako od svojih razširjenih kril s kljunom večkrat na vsako stran, kljun pa se ne zapre okoli perja. Drug opažen prikaz pri samcih je guganje vejic. Tukaj samec stoji na potencialnem mestu gnezdenja in se skloni, da nežno prime in sprošča spodnje vejice v rednih presledkih. To včasih spremljajo nihanja vratu in glave od strani do strani, med takšnimi gibi pa še naprej trga vejice.
Samice, ki se približujejo, vzajemno kažejo svoje lastno različno vedenje. Eno od takih vedenj je ravnotežna drža, pri kateri hodi z vodoravno osjo telesa in razširjenimi krili proti samcu, ki zaseda mesto gnezdenja. Kasneje, ko se samica še naprej približuje ali že stoji v bližini uveljavljenega samca, se lahko vključi tudi v zibanje. Tu je kljun rahlo odprt z vratom, nagnjenim navzgor pod kotom približno 45 stopinj in se pogosto pojavlja v povezavi z uravnoteženo držo. To vedenje se običajno nadaljuje, če samec sprejme samico in ji dovoli vstopiti v gnezdo, vendar samica do tega trenutka običajno zapre krila. Samec lahko tudi nadaljuje z razkazovanjem, ko stoji poleg samice v gnezdu.
Med parjenjem samec stopi na hrbet samice s strani, zatakne noge čez njena ramena, iztegne krila za ravnotežje in na koncu upogne noge, da se spusti za kloakalni stik, kot se zgodi pri večini ptic. Po drugi strani samica drži krila skoraj vodoravno. Proces spremlja klopotanje samca, ko redno odpira in zapira svoje čeljusti in močno maje z glavo, da bi udaril s svojim kljunom ob samico. Samica pa drži kljun vodoravno s samcem ali pa je nagnjen navzdol za približno 45 stopinj. Povprečni čas kopulacije pri tej vrsti je bil izračunan na 15,7 sekunde.
Samec in samica skupaj gradita gnezdo na visokih drevesih na suhem stran od plenilcev ali na majhnih drevesih nad vodo. Gradnja gnezda traja do 10 dni. Gnezdo ima lahko premer 80–100 cm in debelo 20–30 cm. Samica običajno odloži 2-4 jajca (običajno 3) v izmeničnih dneh, povprečno število pa je bila zabeleženo 2,5. Samec in samica si delita dolžnosti inkubacije jajčec, kar traja do 30 dni. Kot pri mnogih drugih vrstah štorkelj je izvalitev asinhrona (običajno v 1- do 2-dnevnih intervalih), tako da se mladiči v zalegi v vsakem trenutku znatno razlikujejo po velikosti telesa. ] V času pomanjkanja hrane so manjši mladiči v nevarnosti, da bodo njihovi večji sorodniki v gnezdu prehiteli za hrano.
Oba starša si delita dolžnosti varovanja in hranjenja mladičev, dokler slednji niso stari približno 21 dni. Nato se oba starša hranita, da bi poskrbela za intenzivne potrebe mladih po hrani. Poleg starševskega hranjenja z regurgitacijo rib so opazili tudi, da starši vržejo vodo v odprte kljune svojih mladičev, zlasti v vročih dneh. To lahko pomaga tipični termoregulacijski strategiji mladih (skupno vsem vrstam štorkelj) pri izločanju razredčenega urina po nogah kot odziv na vroče vreme. Poleg tega starši včasih pomagajo ohraniti mlade hladne tako, da jih zasenčijo z odprtimi krili.
Mladiči se običajno po 50–55 dneh izvalitve operijo in odletijo iz gnezda. Ko pa prvič zapustijo gnezdo, se potomci pogosto vračajo tja, da jih nahranijo starši in prenočijo pri njih še 1–3 tedne. Prav tako se domneva, da posamezniki niso popolnoma odrasli do 3 let in kljub pomanjkanju podatkov naj bi se novi odrasli razmnoževali šele veliko pozneje.
Te ptice se razmnožujejo kolonialno, pogosto skupaj z drugimi vrstami; vendar je afriški nesit včasih edina vrsta, ki živi v gnezdiščih. Podskupina do 20 posameznikov lahko gnezdi tesno skupaj v katerem koli delu kolonije; pri čemer več samcev zaseda potencialna gnezdišča na istem mestu. Če veliko teh samcev ne pridobi para, se celotna skupina z neparnimi samicami premakne naprej na drugo drevo. Te »fantovske zabave« so opazna značilnost kolonij te vrste in jih običajno sestavlja 12 ali več samcev in vsaj toliko samic. Na enem gnezditvenem območju je bilo naenkrat preštetih kar 50 gnezd.

### Druga vedenja
Kljub svoji družabnosti med vzrejo večina posameznikov na splošno ignorira drug drugega zunaj gnezdišč, lahko pa pride do nekaterih sovražnih srečanj. Nekatera od teh srečanj vključujejo enega posameznika, ki kaže nedvoumen napad ali pobeg, če obstaja velika razlika v družbenem statusu med posameznikoma. Če pa sta dva posameznika enakomerno usklajena, se počasi približujeta drug drugemu in pokažeta ritualiziran prikaz, imenovan Naprejšnja grožnja. Tu en posameznik drži svoje telo vodoravno naprej in umakne vrat tako, da se dotakne krone, pri čemer je rep nagnjen pod kotom 45 stopinj in vsa perja so pokončna. Približa se nasprotniku in nanj pokaže svoj kljun, včasih pa zeva. Če nasprotnik ne kapitulira, ga lahko napadalec zgrabi s svojim kljunom za kratek dvoboj, dokler se eden ne umakne v pokončnem položaju s stisnjenim perjem.
Sovražnost se lahko pojavi tudi med nasprotnima spoloma, ko se samica približa samcu na potencialnem mestu gnezda. Oba spola lahko izkazujeta podobno prej omenjeno grožnjo naprej, klopotata s svojimi kljuni, potem ko z njimi zgrabita drugo ptico in razširita krila, da ohranita ravnotežje. Drugo sovražno vedenje med spoloma je zaskočenje, pri katerem se vodoravno zaskočijo s svojimi kljuni, medtem ko stojijo pokonci. To se lahko zgodi med in takoj po nastanku para, vendar se pozneje v gnezditvenem ciklu umiri, ko se samec in samica spoznata.
Mladiči kažejo izjemne vedenjske preobrazbe pri starosti 3 tednov. Med nenehnim starševskim obiskom pred tem časom mladi kažejo malo strahu ali agresije kot odgovor na vsiljivce (kot je človeški opazovalec), ugotovljeno pa je, da le nizko in tiho čepijo v gnezdu. Po tem času, ko se oba starša odpravita na iskanje hrane in pustita mladiče v gnezdu, ti pokažejo močan strah kot odgovor na vsiljivca. Poskušajo bodisi splezati iz gnezda, da bi pobegnili, ali pa delujejo agresivno proti vsiljivcu.

## Grožnje in preživetje
Poleg tega, da je afriški nesit številčen in razširjen, se zdi tudi občutljiv do kratkoročnih sprememb naravnega habitata. Vendar pa je v Vzhodni Afriki znano, da je kljub številčnosti in stabilnosti populacije ogrožen zaradi lova in zmanjšanja habitata in je uvrščen na seznam Afriško-evrazijskih vodnih pticah (African-Eurasian Waterbird Agreement - AEWA). Kljub temu velja, da celotni populaciji trenutno ne grozi resen upad, še posebej, ker je uspeh vzreje razmeroma visok. V vzhodni Afriki, kjer je najbolj razširjen, so zabeležili zalege 1-3 na gnezdo.
Poleg človeških dejavnosti so naravni sovražniki gepardi, leopardi in levi, ki včasih plenijo to vrsto. Jajca so lahko tudi izpostavljena plenilcem afriških jezercev. V eni koloniji v Kisumu v Keniji je bilo približno 61 % preštetih jajc med vsemi izvaljenimi gnezdi, 38 % pa so jih opustošili jezerci. Uspešnost mladičev je bila le 0,33 mladičev na gnezdo. Vendar so poročali, da je povečano plenjenje jajc povezano z upadom ribjega staleža v zalivu Winam.

## V kulturi ali odnosu do ljudi
Afriški nesit se je pojavila na poštnih znamkah v več afriških državah.

## Status
Ta vrsta je ocenjena kot najmanj ogrožena vrsta iz več razlogov. Prvič, zdi se, da se populacijski trend znižuje, vendar se domneva, da se to zmanjšanje ne bo hitro približalo pragu za ranljive vrste po merilu trenda populacije. Njegova razširjenost je prav tako zelo velika in se ne približuje pragu za ranljive po merilu velikosti razširjenosti. Nazadnje, čeprav ni bilo uradnih ocen velikosti populacije, je znano, da je populacija zelo velika in se zato ne približuje pragu za ranljive po merilu velikosti populacije.

## Galerija
- Madič v narodnem parku Masai Mara
- Štorklje včasih počivajo na skočnih sklepih (podobno človeškim petam)
- Mladostniki imajo sive hrbte, zrele ptice imajo bel hrbet
- Ribolov v plitvi vodi
- Mladič
- Jata v narodnem parku jezero Nakuru, Kenija
- Weltvogelpark Walsrode, Nemčija
- Kanal Kazinga, Uganda
- Nacionalni park Chobe, Bocvana
- Na bregu reke